# Кубок Казахстана по футболу среди женщин 2022
Кубок Казахстана по футболу среди женщин 2022 года — пятнадцатый розыгрыш кубка. Финальный матч прошёл 31 марта 2022 года.

## Формат турнира
Турнир проводился в два этапа. На первом этапе 6 команд — участниц турнира были разбиты на две группы (А, В) по 3 команды в каждой. Соревнования первого этапа проводились по круговой системе. На втором этапе команды, занявшие в своих группах 1-е и 2-е места выходили в полуфинал.

## Групповой этап
| Условные цветовые обозначения     |
| --------------------------------- |
| Команды, прошедшие в полуфинал    |
| Команды, не прошедшие в полуфинал |

### Группа А

#### Таблица
| М | Команда      | И | В | Н | П | Мячи    | ±   | О |
| - | ------------ | - | - | - | - | ------- | --- | - |
| 1 | БИИК-Шымкент | 2 | 2 | 0 | 0 | 31 − 0  | +31 | 6 |
| 2 | СДЮСШОР №17  | 2 | 1 | 0 | 1 | 11 − 10 | +1  | 3 |
| 3 | Кызылорда    | 2 | 0 | 0 | 2 | 1 − 33  | −32 | 0 |

И — игры, В — выигрыши, Н — ничьи, П — проигрыши, Мячи — забитые и пропущенные голы, ± — разница голов, О — очки

### Группа B

#### Таблица
| М | Команда       | И | В | Н | П | Мячи   | ±   | О |
| - | ------------- | - | - | - | - | ------ | --- | - |
| 1 | Томирис-Туран | 2 | 2 | 0 | 0 | 7 − 0  | +7  | 6 |
| 2 | Окжетпес      | 2 | 1 | 0 | 1 | 14 − 2 | +12 | 3 |
| 3 | Жас Сункар    | 2 | 0 | 0 | 2 | 0 − 19 | −19 | 0 |

И — игры, В — выигрыши, Н — ничьи, П — проигрыши, Мячи — забитые и пропущенные голы, ± — разница голов, О — очки

### 1/2 финала
29.03.2022 БИИК-Шымкент 3 - 0  Окжетпес

29.03.2022 Томирис-Туран 5 - 0  СДЮСШОР №17

### Матч за 3-е место
31.03.2022 Окжетпес 6 - 0 СДЮСШОР №17

### Финал
| БИИК-Шымкент                                  | 4:0 | Томирис-Туран |
| --------------------------------------------- | --- | ------------- |
| Литвиненко 58 (пен), Габелия 65, 70, Грейс 86 |     |               |